# Shuotherida
Los suotéridos (Shuotherida) es un orden de mamíferos prototerios fósiles del Jurásico medio, relacionados lejanamente con los actuales monotremas (australosfénidos).
```
--o 
Prototheria
 
Gill, 1872

  |-o Shuotherida 
Chow & Rich, 1982
 (†)
  | `-o 
Shuotheriidae
 
Chow & Rich, 1982
 (†)
  |   `-o 
Shuotherium
 
Chow & Rich, 1982
 (†)
  |     |-- 
S. dongi
 
Chow & Rich, 1982
 (†)
  |     |-- 
S. kermacki
 
Sigogneau-Russell, 1998
 (†)
  |     `-- 
S. shilongi
 
Wang, Clemens, Hu & Li, 1998
 (†)
  `-o 
Australosphenida
 
Luo, Cifelli & Kielan-Jaworowska, 2001
```

Solo se ha descrito dos géneros, Pseudotribos y Shuotherium, del cual se conocen varias especies:
- S. dongi - restos de mandíbulas y dientes procedentes de la provincia de Sichuán en China. Datados en el Jurásico medio o principios del superior.[2]
- S. kermacki - dientes de la mandíbula inferior de un mamífero del Jurásico medio en Oxfordshire, Reino Unido.[3]
- S. shilongi - molar superior muy similar a los de S. dongi, y como este procedente de la provincia china de Sichuán y datado en el Jurásico medio.[4]